# Justin Scoggins
Justin Craig Scoggins (Greenville, 2 de maio de 1992) é um lutador de artes marciais mistas (MMA) que compete na divisão peso-mosca do UFC. Ele é atualmente o #11 colocado no ranking peso-mosca oficial do UFC.

## Carreira no MMA

### Início da carreira
Depois de vários anos como um amador, Scoggins fez sua estréia profissional no MMA em fevereiro de 2012. Antes de assinar com o UFC, ele acumulou um recorde invicto de 7-0, com somente uma vitória vinda por decisão.

### Ultimate Fighting Championship
Em agosto de 2013, o UFC anunciou que Scoggins tinha assinado um contrato com a organização. Ele foi brevemente ligado a uma luta contra Dustin Ortiz, no UFC Fight Night 27, mas a luta foi cancelada.
Scoggins finalmente estreou, em 7 de Dezembro de 2013, no UFC Fight Night 33, contra Richie Vaculik.  Ele ganhou a luta por nocaute técnico no primeiro round.
Para sua segunda luta, Scoggins substituiu Darrell Montague contra Will Campuzano, em 15 de Março de 2014, no UFC 171. Ele ganhou a luta por decisão unânime.
Na sua terceira luta com a franquia, Scoggins enfrentou Dustin Ortiz, em 6 de Julho de 2014, no The Ultimate Fighter 19 Finale. Scoggins perdeu a luta por decisão dividida, resultando na primeira derrota de sua carreira profissional de MMA.
Na próxima, Scoggins enfrentou John Moraga, no UFC Fight Night 50.  Moraga derrotou Scoggins por finalização no segundo round.
Scoggins enfrentou Josh Sampo, em 23 de maio de 2015, no UFC 187.  Scoggins ganhou a luta por decisão unânime.
Scoggins era esperado para enfrentar Joby Sanchez, em 11 de Dezembro de 2015, no The Ultimate Fighter 22 Finale. No entanto, Scoggins foi puxado para fora da luta na semana que antecedeu o evento, e foi substituído por Geane Herrera.
Scoggins enfrentou Ray Borg, em 06 de fevereiro de 2016, no UFC Fight Night 82. Ele ganhou a luta por decisão unânime.
Scoggins é esperado para fazer um rápido retorno e enfrentar Ben Nguyen, em 20 de Março de 2016, no UFC Fight Night 85 .

## Cartel no MMA
| Cartel no MMA   |             |            |
| 15 lutas        | 11 vitórias | 4 derrotas |
| Por nocaute     | 6           | 0          |
| Por finalização | 1           | 2          |
| Por decisão     | 4           | 2          |

| Res.    | Cartel | Oponente          | Método                                    | Evento                                                | Data       | Round | Tempo | Local                              | Notas |
| ------- | ------ | ----------------- | ----------------------------------------- | ----------------------------------------------------- | ---------- | ----- | ----- | ---------------------------------- | ----- |
| Derrota | 11-4   | Said Nurmagomedov | Decisão (unânime)                         | UFC Fight Night: dos Santos vs. Ivanov                | 14/07/2018 | 3     | 5:00  | Boise, Idaho                       |       |
| Derrota | 11-3   | Pedro Munhoz      | Finalização (guilhotina)                  | UFC Fight Night: Nogueira vs. Bader II                | 19/11/2016 | 2     | 1:54  | São Paulo                          |       |
| Vitória | 11-2   | Ray Borg          | Decisão (unânime)                         | UFC Fight Night: Hendricks vs. Thompson               | 06/02/2016 | 3     | 5:00  | Las Vegas, Nevada                  |       |
| Vitória | 10-2   | Josh Sampo        | Decisão (unânime)                         | UFC 187: Johnson vs. Cormier                          | 23/05/2015 | 3     | 5:00  | Las Vegas, Nevada                  |       |
| Derrota | 9-2    | John Moraga       | Finalização (guilhotina)                  | UFC Fight Night: Jacaré vs. Mousasi II                | 05/09/2014 | 2     | 0:47  | Mashantucket, Connecticut          |       |
| Derrota | 9-1    | Dustin Ortiz      | Decisão (dividida)                        | The Ultimate Fighter: Team Edgar vs. Team Penn Finale | 06/07/2014 | 3     | 5:00  | Las Vegas, Nevada                  |       |
| Vitória | 9-0    | Will Campuzano    | Decisão (unânime)                         | UFC 171: Hendricks vs. Lawler                         | 15/03/2014 | 3     | 5:00  | Dallas, Texas                      |       |
| Vitória | 8-0    | Richie Vaculik    | Nocaute Técnico (socos)                   | UFC Fight Night: Hunt vs. Pezão                       | 07/12/2013 | 1     | 4:43  | Brisbane                           |       |
| Vitória | 7-0    | Len Cook          | Nocaute (chute na cabeça e socos)         | Warfare 9: Apocalypse                                 | 21/06/2013 | 2     | 0:18  | North Myrtle Beach, South Carolina |       |
| Vitória | 6-0    | Chris Cain        | Nocaute Técnico (socos)                   | Warfare 8: Armageddon                                 | 08/03/2013 | 1     | 3:57  | North Myrtle Beach, South Carolina |       |
| Vitória | 5-0    | Jacob Hebeisen    | Nocaute Técnico (chute na cabeça e socos) | Warfare 7: Invasion                                   | 07/12/2012 | 5     | 3:45  | North Myrtle Beach, South Carolina |       |
| Vitória | 4-0    | Keith Hulin       | Nocaute Técnico (joelhadas e socos)       | Warfare 6: Friday Night Fights                        | 24/08/2012 | 1     | 1:00  | North Myrtle Beach, South Carolina |       |
| Vitória | 3-0    | Casey Large       | Finalização (guilhotina em pé)            | EC/Conflict MMA - Extreme Challenge 211               | 12/05/2012 | 1     | 4:55  | Mount Pleasant, South Carolina     |       |
| Vitória | 2-0    | Timothy Wade      | Decisão (unânime)                         | Quest for Glory Championship 1                        | 24/03/2012 | 3     | 5:00  | Greenville, South Carolina         |       |
| Vitória | 1-0    | Timm Kitts        | Nocaute (chute na cabeça)                 | Conflict MMA - Fight Night at the Point 4             | 25/02/2012 | 1     | 0:23  | Mount Pleasant, South Carolina     |       |